# Robert Allan Gus Lyons
Pour les articles homonymes, voir Robert Lyons et Lyons.
Robert Allan "Gus" Lyons (8 juillet 1890-27 décembre 1984) est un homme politique canadien de la Colombie-Britannique. Il est député provincial conservateur de la circonscription britanno-colombienne de Victoria City de 1924 à 1928. 

## Biographie
Né à London en Ontario, Lyons sert durant la Première Guerre mondiale et perd une jambe. Récipiendaire de la Croix de guerre française et de la Distinguished Conduct Medal, il atteint le rang de major.
Lyons meurt à Vancouver en décembre 1984 à l'âge de 94 ans.